# De Brouckèreplein

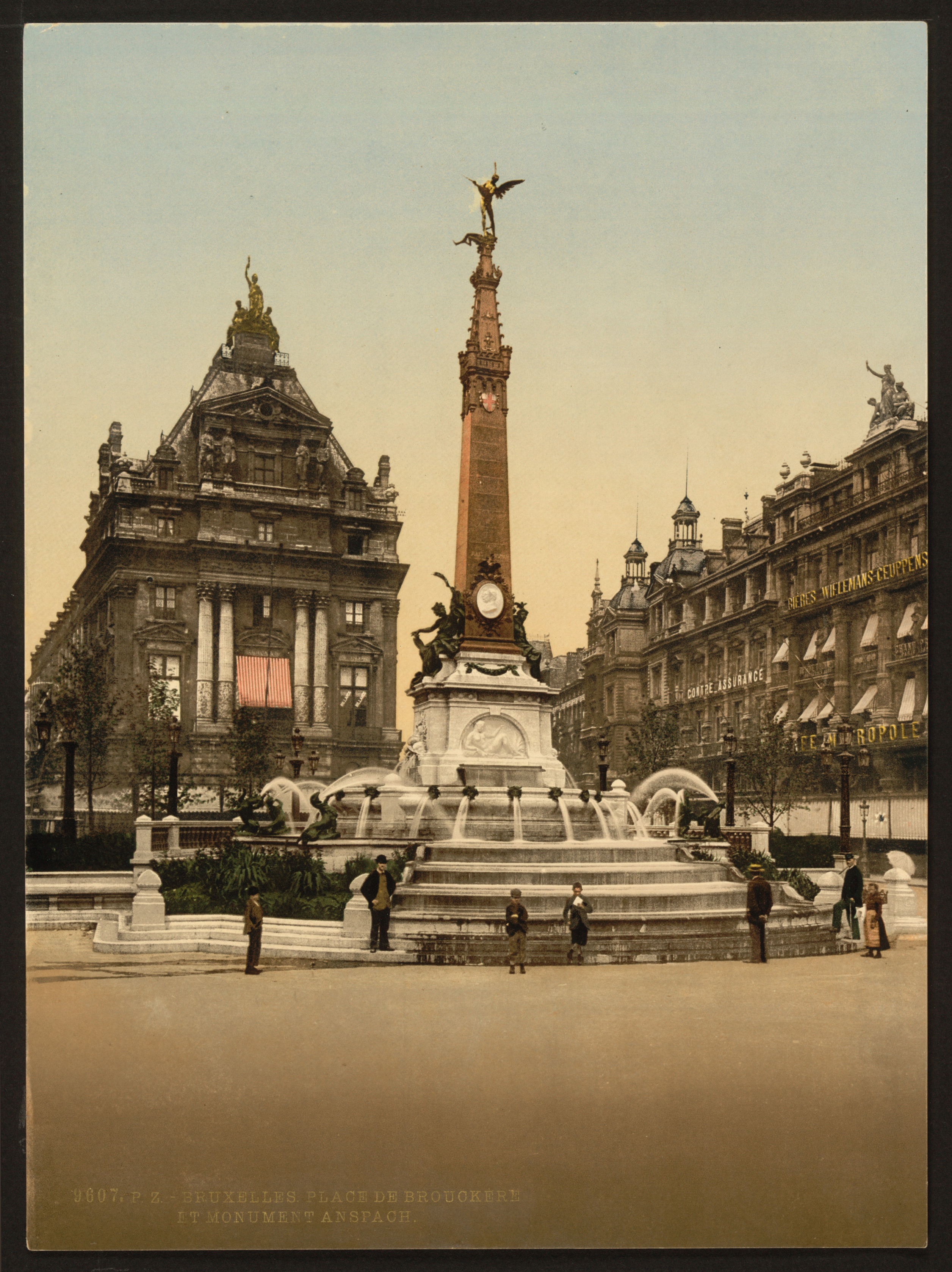
De Brouckèreplein, eind 19de eeuw: Anspachfontein en Hotel Continental vóór de brand.

Het De Brouckèreplein of Brouckèreplein (Frans: Place de Brouckère) is een plein in het centrum van de Belgische hoofdstad Brussel, genoemd naar liberaal politicus Charles de Brouckère, die burgemeester van Brussel was van 1848 tot 1860.

## Geschiedenis
Het plein een knooppunt op de centrale lanen, die in de periode 1867-1871 ontstonden door de overwelving van de Zenne. Het nam de plaats in van de in 1893 gesloopte Augustijnenkerk.
In 1897 werd de Anspachfontein, een ontwerp van Charles-Émile Janlet, op het plein ingehuldigd. De fontein verdween in 1973 voor de aanleg van de metro. In 1981 kreeg ze een nieuwe plaats op de Vismarkt.
Sinds 29 juni 2015 maakt het plein deel uit van een groot voetgangersgebied in het centrum van Brussel (Le Piétonnier). Bij die gelegenheid werd het gedeeltelijk in zijn oorspronkelijke vorm hersteld en opnieuw geasfalteerd.

## Beschrijving
Het De Brouckèreplein wordt gedomineerd door panden uit het fin de siècle, maar sinds eind jaren 1960 zijn er ook moderne kolossen verrezen. Het plein geldt door de aanwezigheid van theaters, een grote bioscoop, hotels en restaurants als een van de belangrijkste trefpunten en uitgaanscentra in de stad. Jacques Brel bezong het roerige plein in "Bruxelles", een van zijn bekendste chansons.
Voor de komst van de voetgangerszone was het De Brouckèreplein een belangrijk knooppunt voor het autoverkeer – de drukke Anspachlaan, komend uit het zuiden, splitst zich hier in de naar de Kleine Ring leidende Emile Jacqmainlaan en Adolphe Maxlaan op. Het is nog steeds een belangrijk knooppunt voor het openbaar vervoer. Onder het plein ligt namelijk een van de drukste stations van de Brusselse metro, De Brouckère. Hier kruisen de oost-westlijnen 1 en 5 de lijnen  4 en 10 van de noord-zuidas van de premetro. Het busstation in de Bisschopstraat is daarnaast begin- en eindpunt voor diverse stads- en streekbuslijnen.
Aan de westkant van het plein werd in 2021 begonnen met het samenvoegen van historische panden tot een groot complex met appartementen, kantoren, studentenkamers en handelsruimte. Het volgende jaar werden de werken stilgelegd omdat de Raad van State de bouwvergunning schorste. De uitspraak verweet het Brussels Hoofdstedelijk Gewest de ongunstige adviezen van de Koninklijke Commissie voor Monumenten en Landschappen te hebben genegeerd, zonder in te gaan op de kritiek dat het complex boven de historische gevels uit zou reiken.

## Gebouwen
Aan de noordzijde van het plein ligt het Hotel Continental uit 1874 naar een ontwerp van Eugène Carpentier. De hotelfunctie van het eclectische gebouw is thans verdwenen.
In het noordoosten komt de Noorddoorgang op het plein uit. De bouw ging in 1881 onder leiding van Henri Rieck van start en een jaar later werd de overdekte winkelgalerij geopend. Ze verbindt het plein met de Nieuwstraat en telt een 20-tal winkels.
Aan de oostzijde ligt het Hotel Métropole, dat in 1895 opende en in 2020 sloot. Het hotel telde 262 kamers en 22 suites en was een ontwerp van Alban Chambon.
In het zuiden staan twee modernistische gebouwen, het Muntcentrum en de Multi Tower. Ze werden eind jaren 1960 en begin jaren 1970 gebouwd en worden ook vanwege hun schril contrast met de omgeving "steenpuisten" genoemd. Beide torens werden in de 21e eeuw gerenoveerd.

## Wetenswaardig
Tijdens de discussies over de sloop van de Augustijnenkerk presenteerde Henri Cassiers in 1888 een plan om het nieuwe plein te behoeden voor de 'banaliteit' van kiosken en fonteinen door een belfort met beiaard te bouwen. Zijn ontwerp werd niet gerealiseerd.